# トゥインクルシンフォニー
トゥインクルシンフォニー（英：Twinkle symphony）は、東京都多摩市にある日本の屋内型テーマパーク、サンリオピューロランド内のピューロビレッジ併設 "知恵の木ステージ" で公演されていたエンターテイメントショー演目。
公演期間は1996年3月20日から1997年8月31日。

## 概説
1996年初春、前年（1995年）で5周年を迎えたサンリオピューロランドが西暦2000年に至る五ヶ年計画の中でプランニングのエンターテイメントショーやアトラクション充実化策の一環に位置した「知恵の木ステージ」の新演目の1つで、原則的にはハローキティが主役に位置しない初の試みが好評を得た。
それらの制作・決定過程について当時の関係者は次のように証言している。
トゥインクルシンフォニーの企画と原案をライティング依頼された際、サンリオピューロランドのOBである私でしたが、開園初期から一人のゲストとしてピューロランドを体感しその後ピューロランドで働き、ピューロランドの苦悩も喜びも実感した中で、再びゲストに戻り、ゲストの視点でショーを観た時、何か欠けていると言った思いがあり、それを補う形で纏めたのがこのショーでした。（中略）当初、ハローキティがショーの主役ではない位置付けに違和感もありましたが、辻信太郎さんは「君の思う通りにやりなさい」と背中を押してくれて、自由な発想の下に初稿を書き上げました」（中略)「トゥインクルシンフォニーは当初、キキとララが完全な主人公でショーの主導役で、経験未熟な二人が力を合わせて夢嵐（ゆめあらし）を乗り越え、他のキャラクターたちを星の世界に導く「おとぎ話」でした。（中略）初稿後、並行してライティングした原案やアイディアを辻信太郎さんと幾度も協議を重ねた結果、核になるキャラクターの存在と共に「友達と力を合わせる美しさ」が不可欠であるとの結論に達し、決定稿に至りました」
※出典：「アートアンドアクトディレクション'97 - インタビュー -」（舞台芸術舎・刊）

## 公演データ
- 公演期間：1996年3月20日から1997年8月31日（※サンリオピューロランド休館日を除く）
  - 好評を受けてその後1998年夏[1]まで延長された。
- 公演地：知恵の木ステージ（ピューロビレッジ内）
- 制作費：約1,500万円 （※1996年当時/出演者ギャランティ等を除く）
- 出演者数：12名（※初演当時）
- 公演尺数：1公演当り約35分（※初演当時）
- 公演スケジュール：16時（※1日1回/初演当時） → 11時、17時（※1日2回/1997年当時）

## 主なストーリー（物語）
ハローキティの祖父、アンソニーがキティに贈った1冊の絵本から物語が始まります。ピューロビレッジでキティが絵本を読んでいると絵本の中から妖精リベルの声が聞こえました。絵本の物語は、キキとララが住んでいる「おもいやり星」と星座の物語でした。妖精リベルの不思議な導きでキキとララと出会ったハローキティは、おもいやり星と宇宙の十二星座をめぐる果てしない旅に出るのです。
※出典：学校教育関係者向資料「サンリオ ピューロランド学習のてびき1997」（サンリオコミュニケーションワールド・刊）

## 主なキャスト
- リトルツインスターズ（キキとララ）[1]
- ハローキティ
- マロンクリーム（※白鳥座の妖精）
- ハローキティの祖父（アンソニー）（※声のみ出演）
- ピューロダンサーズ（※十二星座の妖精たち）
- 絵本の妖精リベル（※プロップ/ギニョール人形）

### 声の出演
（以下、敬称略）
- キキ：鉄炮塚葉子
- ララ：白鳥由里
- ハローキティ：林原めぐみ
- マロンクリーム：渡辺菜生子
- ハローキティの祖父（アンソニー）：茶風林
- 絵本の妖精リベル：白鳥由里

## 主な楽曲
- オープニングテーマ（トゥインクルシンフォニーのテーマ）
- 妖精の導き
- おもいやり星のテーマ
- 十二星座のテーマ
- プロローグ〜トゥインクルシンフォニー・フィナーレ

※作曲・編曲：八幡茂
※（楽曲の曲名表記は諸資料により若干の違いあり）

## 制作スタッフ
- 企画・原案・脚本：ぴょんぴょん（ティーコム）
- 制作：辻信太郎（サンリオ）、佐藤誠（サンリオ・コミュニケーションワールド（現、サンリオエンターテイメント））
- 演出：後根紀夫（サンリオ・コミュニケーションワールド）
- 振付：新海絵里子
- 音楽：八幡茂

### 付記
- 本演目の企画・原案・脚本を担当した"ぴょんぴょん"が同時期に手掛けたサンリオピューロランド関係のエンターテイメント企画が幾つかある。「フラワーパレード」、「サンリオピューロランド5周年キャラクターまつり」、「みこしまつり」、「マイメロディフェスティバル」など。

- ショー本編終了後、知恵の木ステージで「トゥインクル抽選会」が開催され、有料抽選券(1枚500円/当時)を購入したゲストがルーレット形式の抽選会に参加でき、出目に応じたサンリオキャラクター景品(当時の人気サンリオキャラ商品)が当たりくじと交換する形で配布された。同形式に抽選会はこのショーの公演以前の時代から知恵の木ステージで行われていたが「トゥインクルシンフォニー」公演時の抽選会が最も参加者が多く1公演当り300名を超えた時期もあり、サンリオピューロランドの当時の名物の1つにもなった。